# Fides z Agen
Fides z Agen (fr. Foy d'Agen; ur. ok. 290 w Agen, zm. 6 października 303 tamże) – męczennica chrześcijańska, święta Kościoła katolickiego. Jej wspomnienie liturgiczne wypada 6 października.

## Żywot
Urodziła się około 290 w Agen, w zamożnej, galloromańskiej rodzinie. Otrzymała wykształcenie chrześcijańskie. W tajemnicy przed rodziną przyjęła chrzest z rąk św. Kaprasjusza. Czas spędzała na modlitwie i pomaganiu najbardziej potrzebującym. Życie jej wypadło w okresie prześladowania chrześcijan, zarządzonego przez cesarza Dioklecjana. W 303 roku prefekt Dacjan rozpoczął na swoim terenie prześladowania chrześcijan, wydając nakaz ich ujawnienia i ukarania. Fides została wydana przez własnego ojca, który wiedział, iż córka jest zdeklarowaną chrześcijanką. Po aresztowaniu i odmowie wyrzeczenia się wiary Fides była torturowana na rozpalonym żelaznym ruszcie, ale gdy deszcz zgasił ogień, została 6 października ścięta.

## Źródła historyczne
Anonimowy autor napisał na jej temat Passio, która zaginęła, ale o której wspomniał w swoim Martyrologium Florus z Lyonu (IX w.). Z zachowanych późniejszych (nie starszych niż X-wieczne) recenzji tej pasji wynika, że Fides poniosła śmierć w 303 roku. Martyrologium Hieronymianum upamiętnia ją 6 października.

## Kult świętej
W V wieku biskup Dulcitius zbudował nad grobem Fides w Agen bazylikę, która w XIII wieku została odrestaurowana a w XV rozbudowana. W 1892 roku została rozebrana z uwagi na przebudowę miasta.
W 866 roku relikwie św. Fides zostały wykradzione z Agen i przeniesione do Conques, gdzie święta jest czczona do dziś i skąd jej kult rozpowszechnił się dalej; inne relikwie świętej przybyły do klasztoru w St. Gallen. W 1115 roku otrzymał je także klasztor benedyktynów w Sölden. W 1094 roku Hildegarda z Egisheim, małżonka Fryderyka z Büren założyła w Sélestat klasztor benedyktynów osadzając w nim zakonników z Conques, którzy przywieźli ze sobą relikwie św. Fides poświęcając jej imieniu kościół i klasztor. W 1615 roku klasztor przekazano jezuitom, zaś kościół stał się w 1803 roku kościołem parafialnym.
Kult świętej dotarł również do Hiszpanii i Portugalii, skąd konkwistadorzy przenieśli go i spopularyzowali w obu Amerykach. Istnieje wiele miast, których nazwy mogą odnosić się do imienia Fides: Santa Fe w Argentynie, Santa Fe de Bogotá w Kolumbii oraz wiele innych miejscowości w Meksyku, Chile i Brazylii.

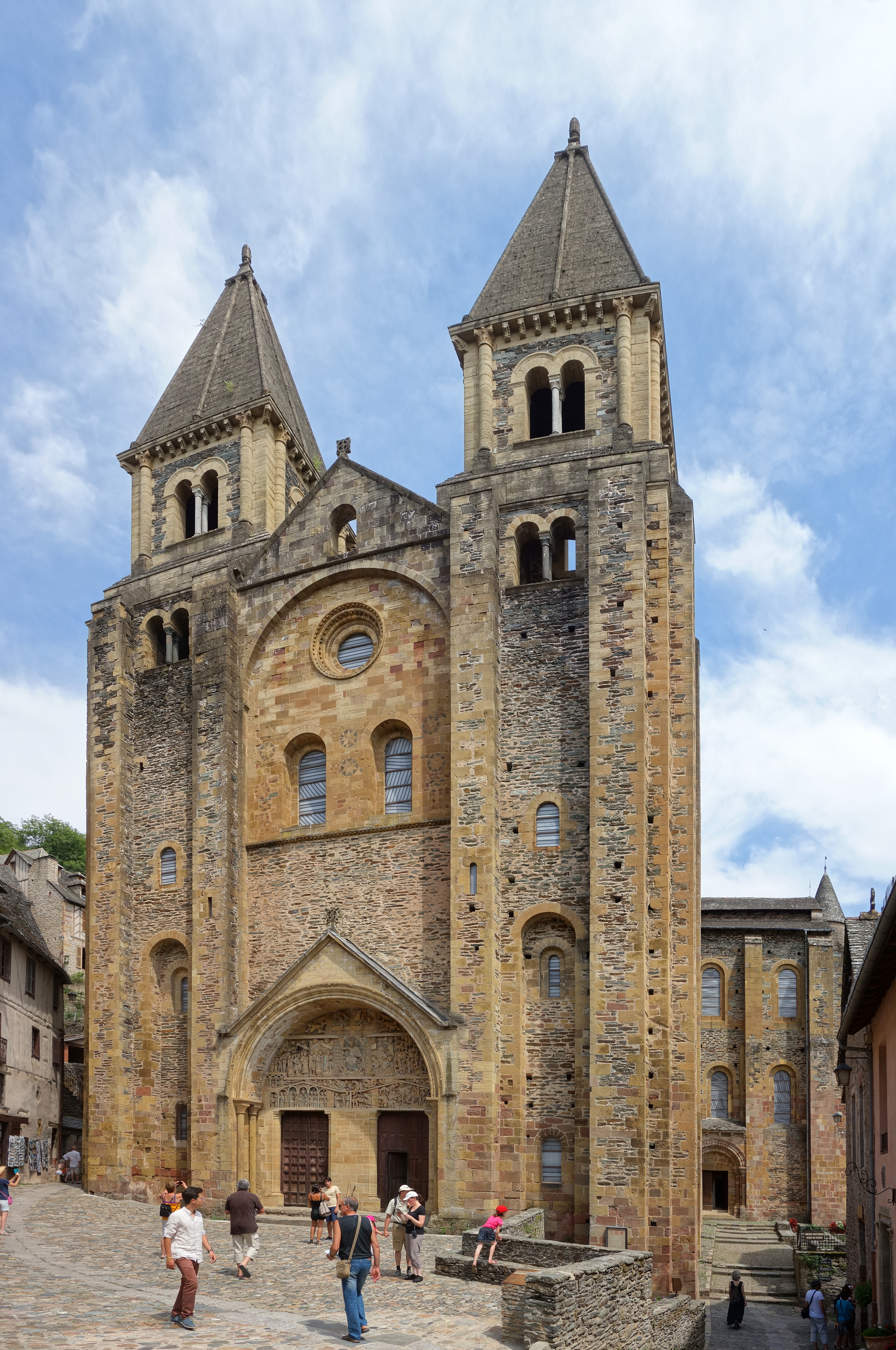
Opactwo Sainte-Foy w Conques
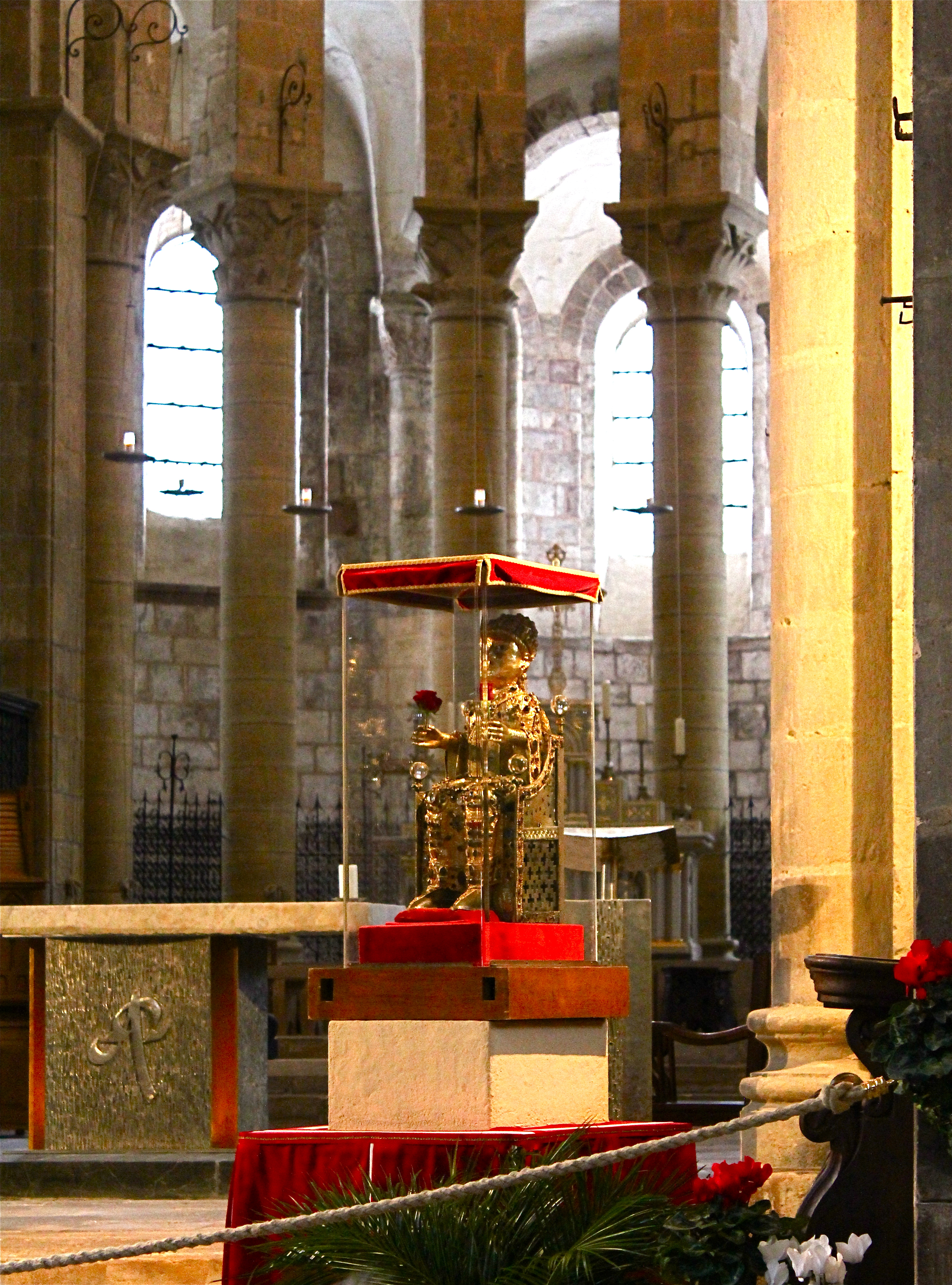
Relikwiarz św. Fides w opactwie Sainte-Foy w Conques
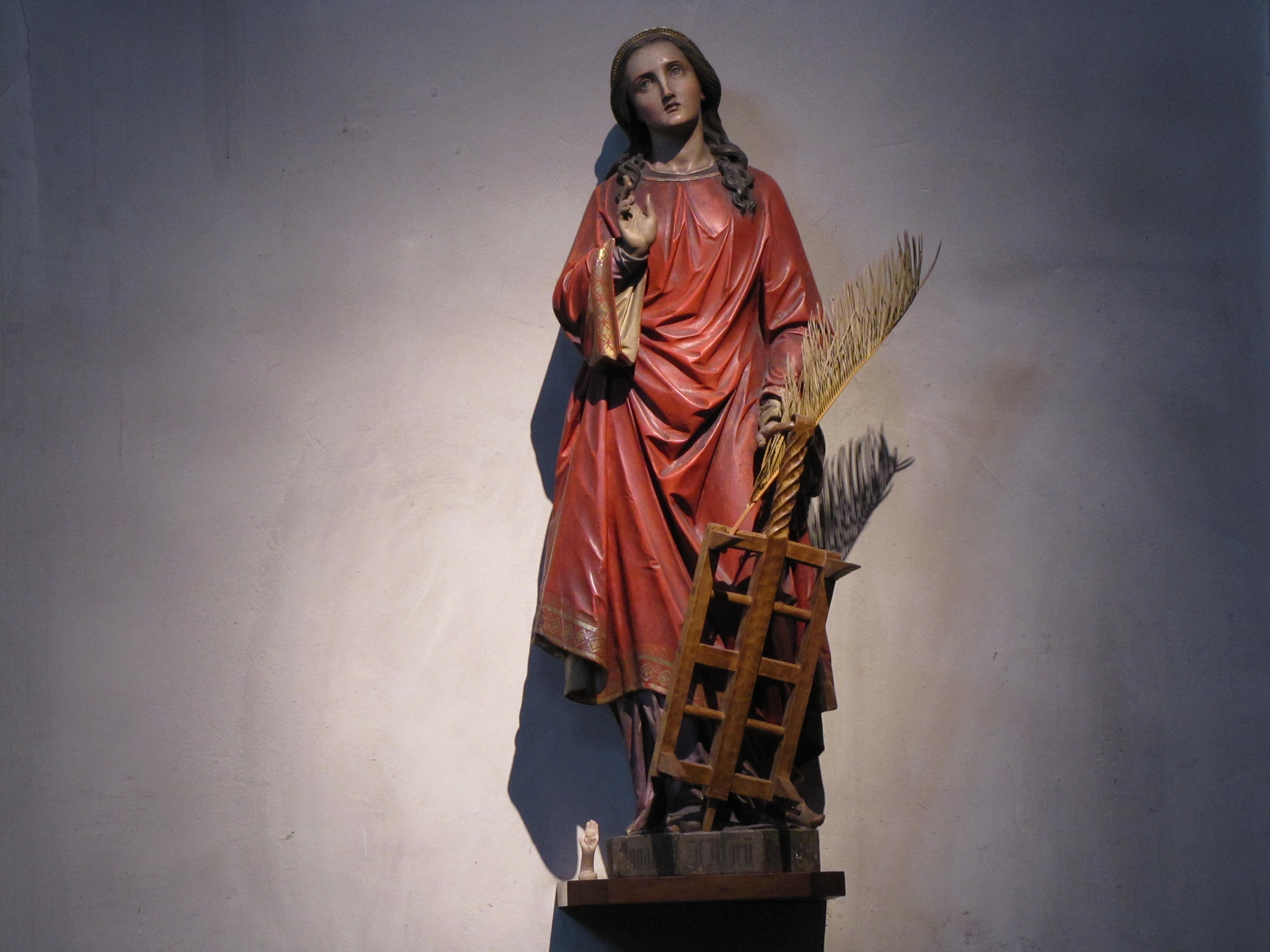
Posąg św. Fides z kościoła jej dedykowanego w Sélestat
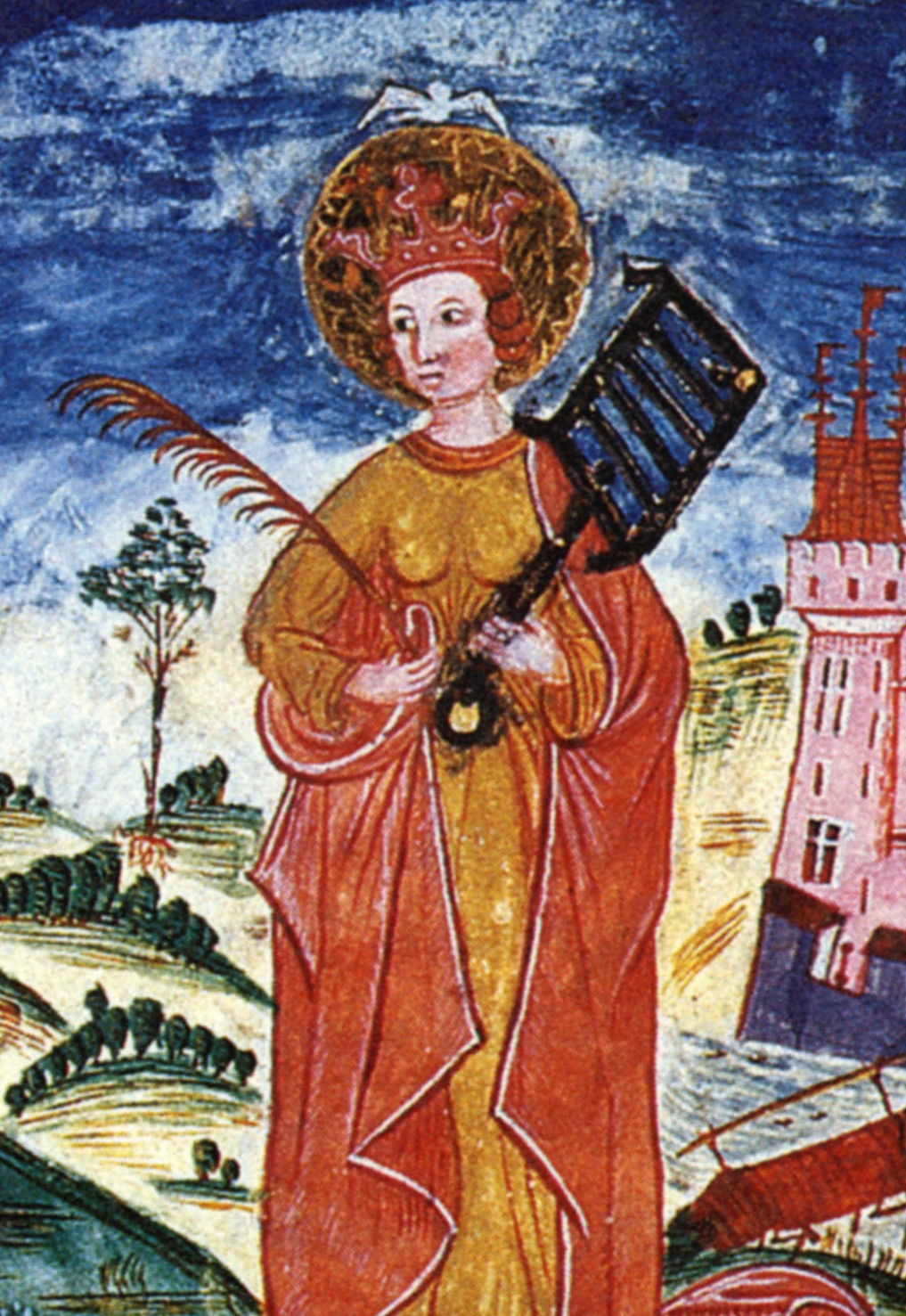
Obraz św. Fides, XII w., Sölden